# Dano colateral
Dano colateral é qualquer dano causado a objetos ou pessoas diferentes do alvo pretendido. É um termo frequentemente utilizado nos meios militares para
definir a destruição de alvos civis ou morte acidental de não combatentes.

## Etimologia
A palavra dano vem de damnu que significa prejuízo e a palavra colateral se deriva do Latim medieval  collateralis, de col-(que significa: "junto com") + lateralis ( que seguinifica lado), essa aglutinação é usada geralmente com o sentido de paralelo